# Подужемская ГЭС
Поду́жемская гидроэлектроста́нция — ГЭС на реке Кемь в Карелии. Входит в Кемский каскад ГЭС.

## Общие сведения
Строительство ГЭС началось в 1967 году, закончилось в 1971 году. Первый гидроагрегат был пущен 21 декабря 1971 года.
Состав сооружений ГЭС:
- водосбросная бетонная плотина длиной 31 м;
- левобережная бетонная стенка длиной 287,68 м;
- земляная плотина длиной 420 м и наибольшей высотой 11,5 м;
- правобережная бетонная стенка 76,56 м;
- отводящий канал длиной 230,7 м;
- русловое здание ГЭС длиной 66,8 м.

Мощность ГЭС — 48 МВт, среднегодовая выработка — 225,5 млн кВт·ч. В здании ГЭС установлено 2 поворотно-лопастных гидроагрегата мощностью по 24 МВт, работающих при расчётном напоре 10,7 м.
Напорные сооружения ГЭС (длина напорного фронта 0,85 км) образуют Подужемское водохранилище. Площадь водохранилища 12 км², полная и полезная ёмкость 23,8 и 11 млн м³. При создании водохранилища было затоплено 100 га сельхозугодий, перенесено 35 строений.
ГЭС спроектирована институтом «Ленгидропроект».
Подужемская ГЭС входит в состав ПАО «ТГК-1».